# Thánh bài
Thánh bài (chữ Hán: 賭聖 - Đổ Thánh, tựa tiếng Anh: All for the Winner) là một bộ phim điện ảnh Hồng Kông của hai đạo diễn Lưu Trấn Vĩ và Nguyên Khuê, được công chiếu lần đầu vào năm 1990. Đây là một phim hài nhại theo bộ phim về cờ bạc Thần bài (1989) của đạo diễn Vương Tinh với Châu Nhuận Phát thủ vai chính. Vương Tinh cũng là nhà sản xuất (giám chế) cho bộ phim này. Thánh bài là tác phẩm đưa Châu Tinh Trì lên vị trí ngôi sao hàng đầu của phim hài Hồng Kông, đồng thời là bộ phim định hình phong cách diễn cho Châu trong giai đoạn sau này. Thành công của Thánh bài đã thúc đẩy các nhà sản xuất làm thêm hai bộ phim khác là Thánh bài 2 và Thánh bài 3: Trở về Thượng Hải.

## Nội dung
Tả Tụng Tinh / Châu Tinh Tổ (Châu Tinh Trì) là một thanh niên khá giỏi võ đến từ Quảng Đông, Đại lục. Ở quê nhà, không có nghề ngỗng ổn định, cuộc sống Tinh gặp khó khăn vì không được nhà nước tạo công ăn việc làm. Tinh tới Hồng Kông với hi vọng nhờ Chú Ba (Ngô Mạnh Đạt) giúp lập nghiệp tại hòn đảo này. Chú Ba bất ngờ phát hiện ra Tinh có khả năng đặc biệt là nhìn xuyên thấu mọi vật và thay đổi lá bài, vì vậy ông quyết định lợi dụng khả năng của Tinh để kiếm tiền ở sòng bạc. Do thắng quá nhiều, hai chú cháu bị chủ sòng bạc đuổi đánh, trong lúc chạy trốn Tinh đã tình cờ gặp Ỷ Mộng (Trương Mẫn), nữ sát thủ của vua cờ bạc Hồng Quang (Tần Phái).
Để tìm hiểu khả năng đặc biệt của Tinh, Hồng Quang mời anh tới thử sức tại dinh thự của ông và đoán được rằng Tinh đã phải lòng Ỷ Mộng, tình cảm đó có thể tạo ra sức mạnh giúp Tinh chiến thắng trong cờ bạc.

Thật ra Ỷ Mộng là gián điệp do vua cờ bạc Đài Loan Trần Tùng (Lưu Trấn Vĩ) cài vào nội bộ Hồng Quang. Ỷ Mộng ngầm tiết lộ cho Trần Tùng về công năng của Tinh để có đối sách phù hợp.
Trần Tùng quyết định mời anh đại diện cho Đài Loan thi đấu tại giải cờ bạc quốc tế với hi vọng Tinh sẽ thắng được Hồng Quang. Về phần mình, Hồng Quang cũng dùng mọi thủ đoạn ngăn cản Tinh tham gia cuộc thi đấu này, tuy nhiên ông ta không thành công. Tinh liên tục giành chiến thắng tại giải cờ bạc và lọt vào chung kết. Hồng Quang dùng phương sách cuối cùng để ngăn Tinh sử dụng công năng đặc biệt trong trận chung kết, đó là bắt cóc Ỷ Mộng và sử dụng cô để đe dọa Tinh.
Trong lúc Tinh câu giờ trong cuộc chơi bài, hai vợ chồng Mại Ngư Thịnh (Nguyên Khuê) và Bình (Lư Uyển Nhân) đã giải cứu Ỷ Mộng thoát khỏi bọn thuộc hạ của Hồng Quang. Thấy Ỷ Mộng xuất hiện tại sòng bài, Tinh tự tin mở bài ra và chiến thắng Hồng Quang một cách ngoạn mục. Hồng Quang tức giận cho rằng Tinh chơi gian lận, sau đó ông ta bị nhân viên bảo vệ bắt đi. Tinh nói lời cảm ơn những người giúp đỡ mình, và anh tỏ tình với Ỷ Mộng.

## Diễn viên
- Châu Tinh Trì trong vai Tinh.
- Trương Mẫn trong vai Ỷ Mộng
- Ngô Mạnh Đạt trong vai Chú Ba
- Nguyên Khuê trong vai Mại Ngư Thịnh
- Ngô Quân Như trong vai Bình
- Tần Bái trong vai Hồng Quang, vua cờ bạc Hồng Kông
- Lưu Trấn Vĩ trong vai Trần Tùng, vua cờ bạc Đài Loan
- Lư Uyển Nhân trong vai Cô Sáu
- Doãn Dương Minh trong vai Billy

## Đánh giá và phần tiếp theo
Mặc dù là một bộ phim nhại lại Thần bài, một bộ phim trước đó đã gây tiếng vang lớn ở Hồng Kông với diễn xuất ấn tượng của Châu Nhuận Phát, Thánh bài vẫn tạo được chỗ đứng riêng nhờ nội dung hài hước và diễn xuất của Châu Tinh Trì. Tại Giải thưởng Điện ảnh Hồng Kông lần thứ 10, anh đã được đề cử ở hạng mục Vai nam chính xuất sắc nhất, Ngô Mạnh Đạt cũng được đề cử ở hạng mục Vai nam phụ xuất sắc nhất. Sau khi công chiếu, Thánh bài đã phá kỷ lục về doanh thu với hơn 41 triệu HKD và trở thành bệ phóng để Châu Tinh Trì trở thành ngôi sao phim hài hàng đầu của điện ảnh Hồng Kông. Thành công của bộ phim cũng thúc đẩy các nhà sản xuất tiếp tục cho ra đời thêm hai bộ phim khác là Thánh bài 2 và Thánh bài 3: Trở về Thượng Hải.